# Ukształtowanie powierzchni Księżyca

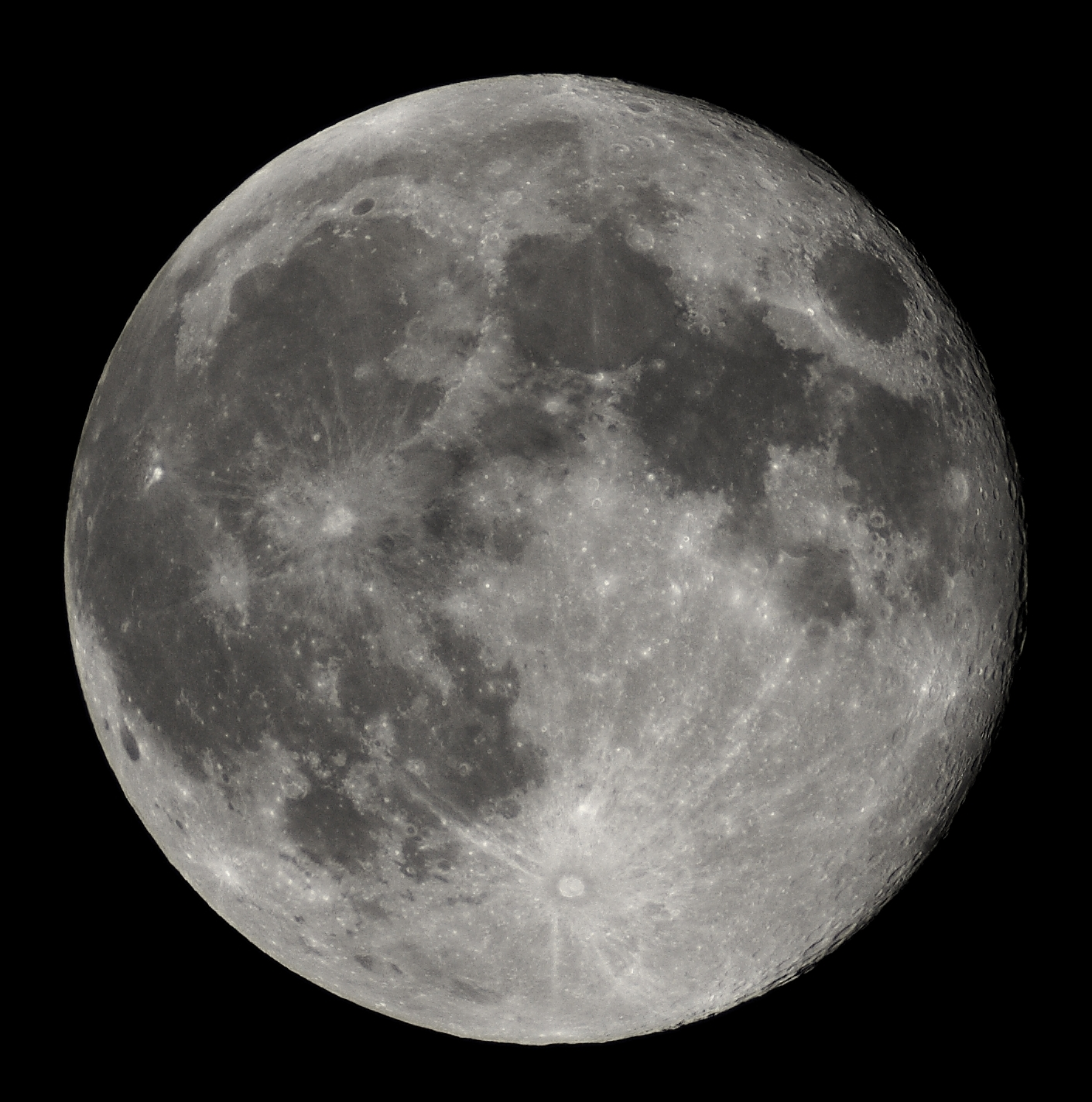
Księżyc

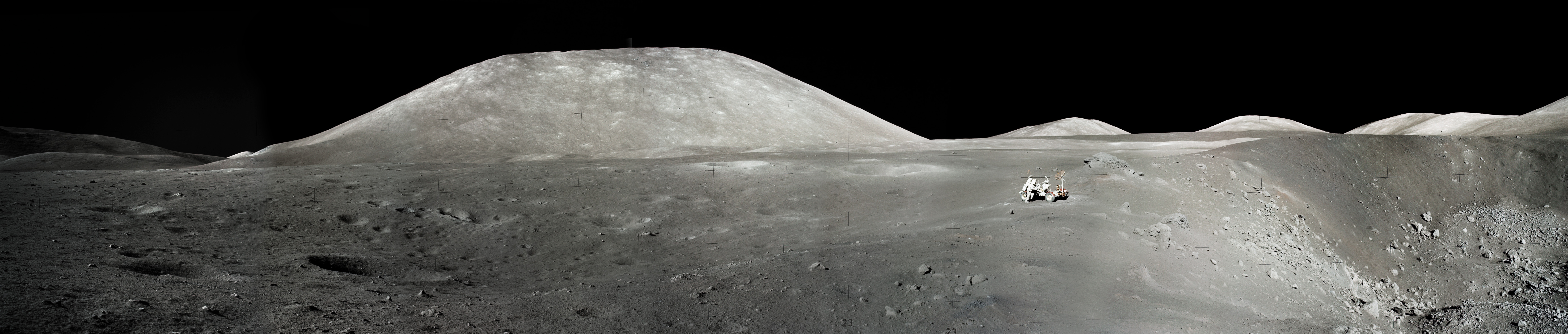
Panorama księżycowej doliny Taurus-Littrow

Na powierzchni Księżyca można wyróżnić następujące formacje geologiczne:
- Doliny (łac. Vallis)
- Grzbiety (łac. Dorsum)
- Łańcuchy kraterów (łac. Catena)
- Góry (łac. Montes)
- Kanały (łac. Rima)
- Klify (łac. Rupes)
- Kratery
- Morza (łac. Mare)
- Przylądki (łac. Promontorium)
- Równiny (łac. Planitia; tylko Planitia Descensus)
- Ziemie (łac. Terra; obecnie termin ten nie jest już oficjalnie uznawany)

Poniżej znajdują się listy wymieniające poszczególne formy geologiczne, należące do każdej z kategorii.
- Lista caten księżycowych
- Lista dolin księżycowych
- Lista dorsum księżycowych
- Lista gór księżycowych
- Lista kanałów księżycowych
- Lista klifów księżycowych
- Kratery
  - Lista kraterów księżycowych według średnicy
  - Alfabetyczna lista kraterów księżycowych
- Lista mórz księżycowych
- Lista przylądków księżycowych
- Lista ziem księżycowych